# Achelia superba
Achelia superba là một loài nhện biển trong họ Ammotheidae. Loài này thuộc chi Achelia. Achelia superba được miêu tả khoa học năm 1911 bởi Loman.